# Muimne, Luigne et Laigne
Muimne, Luigne et Laigne, fils d'Érimón et de son épouse Odba, sont d'après les légendes médiévales et la tradition pseudo historique irlandaise conjointement Ard ri Erenn après la mort de leur père.

## Règne conjoint
Les trois frères règnent trois ans jusqu'à ce que Muimne meurt de la peste à Cruachan, et que Luigne et Laigne soient tués, sans laisser d'héritier, par leurs cousins Ér, Orba, Ferón et Fergna, fils de Eber Finn, lors de la bataille de Árd Ladrann.
Le Lebor Gabála Érenn synchronise leur règne avec la dernière année de Mithraeus et les deux premières années de Tautanes comme roi d'Assyrie (1192-1189 av. J.-C.) selon la Chronique de Saint Jérôme. Geoffrey Keating date leur règne de 1272 à 1269 aav. J.-C., et les Annales des quatre maîtres de 1684 à 1681 av. J.-C..

## Source
- (en) Cet article est partiellement ou en totalité issu de l’article de Wikipédia en anglais intitulé « Muimne, Luigne and Laigne » (voir la liste des auteurs), édition du 3 avril 2012.